# Айглова, Йылдыр Изерговна
Йылды́р Изе́рговна А́йглова (19 декабря 1922, Нижний Турек, Марийская автономная область, РСФСР, СССР — 1 марта 1946, Рассказово, Тамбовская область, РСФСР, СССР) — советская медсестра. В годы Великой Отечественной войны — санинструктор роты автоматчиков 113 гвардейского стрелкового полка 38 гвардейской стрелковой Лозовской Краснознамённой дивизии на Западном, 1-м и 2-м Белорусском фронтах, гвардии старшина медицинской службы. Первой из марийских женщин удостоена ордена Красного Знамени. Член ВЛКСМ.

## Биография
Родилась 19 декабря 1922 года в дер. Нижний Турек ныне Мари-Турекского района Марий Эл в крестьянской семье.
Получила среднее образование, окончила 6 классов. До начала Великой Отечественной войны работала ветеринаром в колхозе, учётчиком в семенной лаборатории в Мари-Туреке.
До начала войны окончила курсы медицинских сестёр на базе Мари-Турекской районной больницы, вступила в ВЛКСМ. Участница Великой Отечественной войны: в 1942 году добровольно ушла на фронт, была направлена на Белорусский фронт. Санинструктор роты автоматчиков 113 гвардейского стрелкового полка 38 гвардейской стрелковой Лозовской Краснознамённой дивизии на Западном, 1-м и 2-м Белорусском фронтах, гвардии старшина медицинской службы. За период нахождения в полку и участия в боевых операциях вынесла с полей сражений 54 раненых бойцов и офицеров с их оружием, оказав им на месте первую медицинскую помощь, только за четыре дня боёв произвела более 150 перевязок. Постоянно находясь на передовой, была неоднократно ранена, контужена. Скончалась 1 марта 1946 года от полученных ранений в госпитале в г. Рассказово Тамбовской области.
Награждена орденами Красного Знамени, Красной Звезды и медалями, в том числе медалью «За отвагу».

## Награды
- Орден Красного Знамени (30.09.1944)[7]
- Орден Красной Звезды (31.03.1945)[8]
- Медаль «За отвагу» (27.03.1944)[9]
- Медаль «За победу над Германией в Великой Отечественной войне 1941—1945 гг.»[4]

## Память
- 19 декабря 2022 года на доме, где родилась и росла Йылдыр Айглова, в дер. Нижний Турек Мари-Турекского района Марий Эл к 100-летию со дня её рождения состоялось открытие мемориальной доски[10][11].
- Отважной марийской девушке-санитарке Йылдыр Айгловой посвятил своё стихотворение известный марийский поэт Константин Беляев[12].
- В марте 2020 года в преддверии муниципального Форума женщин и в рамках празднования 100-летия Республики Марий Эл состоялась первая просветительская конференция «Женщины-легенды в истории Мари-Турекского района», посвящённая в том числе и героине Великой Отечественной войны, санитарке Йылдыр Айгловой[13][14].